# تاماس تاكاس
تاماس تاكاس (بالمجرية: Takács Tamás)‏ (5 سبتمبر 1979 بزومباثلي في المجر - ) هو لاعب كرة قدم مجري في مركز حراسة المرمى. شارك مع منتخب المجر تحت 17 سنة لكرة القدم ومنتخب المجر تحت 21 سنة لكرة القدم. أما مع النوادي، فقد لعب مع نادي بودابست هونفيد ونادي دبرتسني ونادي ديوسجوري وNyíregyháza Spartacus FC ‏ وCF Liberty Oradea ‏ وPápai FC ‏ وزومباثلي هالاداس ‏ وFC Sopron ‏.